# Erich von Stroheim
Erick von Stroheim (Erich Oswald Stroheim; Viena, 22 de setembro de 1885 — Castelo de Maurepas, 12 de maio de 1957) foi um diretor de cinema, ator e escritor estadounidense nascido na Áustria.

## Filmografia seleccionada
| Ano  | Título                       | Papel                                                                       | Notas |
| ---- | ---------------------------- | --------------------------------------------------------------------------- | --- |
| 1912 | An Unseen Enemy              | Homem com chapéu de palha a dançar numa escrivaninha do lobby               | |
| 1915 | Old Heidelberg               | Lutz                                                                        | |
| 1916 | The Flying Torpedo           | Cúmplice                                                                    | |
| 1916 | His Picture in the Papers    | Bandido do "remendo do olho"                                                | |
| 1918 | The Unbeliever               | Lt. Kurt von Schnieditz                                                     | |
| 1918 | The Heart of Humanity        | Eric von Eberhard                                                           | |
| 1919 | Blind Husbands               | Lieutenant Eric Von Steuben                                                 | Realizador, guionista e produtor                                                                         |
| 1920 | The Devil's Pass Key         |                                                                             | Realizador e guionista                                                                                   |
| 1922 | Foolish Wives                | O seu primo, Conde Wladislaw Sergius Karamzin (Capitão Russo dos Hussardos) | Realizador e guionista                                                                                   |
| 1923 | Merry-Go-Round               |                                                                             | Realizador e guionista                                                                                   |
| 1924 | Greed                        | Vendedor de balões - não creditado                                          | Realizador e guionista                                                                                   |
| 1925 | The Merry Widow              |                                                                             | Realizador, guionista e produtor                                                                         |
| 1928 | The Wedding March            | Nicki / Principe Nickolas von Wildeliebe-Rauffenburg                        | Realizador                                                                                               |
| 1928 | Tempest                      |                                                                             | Guionista                                                                                                |
| 1929 | Queen Kelly                  |                                                                             | Realizador, guionista e produtor                                                                         |
| 1929 | The Great Gabbo              | O Grande Gabbo                                                              | |
| 1932 | The Lost Squadron            | Arthur von Furst                                                            | Actor; representou uma paródia de si próprio como sendo um realizador de filmes obcecado com os detalhes |
| 1932 | As You Desire Me             | Carl Salter                                                                 | |
| 1933 | Hello, Sister!               |                                                                             | Realizador e guionista                                                                                   |
| 1936 | The Crime of Dr. Crespi      | Dr. Andre Crespi                                                            | |
| 1936 | The Devil-Doll               |                                                                             | Guionista                                                                                                |
| 1936 | Mademoiselle Docteur         |                                                                             | |
| 1937 | A Grande Ilusão              | Capitão von Rauffenstein, um oficial alemão                                 | |
| 1938 | Boys' School                 | Walter, o professor inglês                                                  | |
| 1938 | Gibraltar                    | Marson                                                                      | |
| 1938 | Ultimatum                    | General Simovic                                                             | |
| 1939 | Personal Column              | Pears                                                                       | |
| 1939 | Behind the Facade            | Eric                                                                        | |
| 1939 | Macao, l'enfer du jeu        | Werner von Krall                                                            | |
| 1939 | Immediate Call               |                                                                             | |
| 1940 | I Was an Adventuress         | Andre Desormeaux                                                            | |
| 1941 | So Ends Our Night            | Brenner                                                                     | |
| 1943 | Five Graves to Cairo         | Field Marshal Erwin Rommel                                                  | |
| 1943 | The North Star               | Dr. von Harden                                                              | |
| 1944 | The Lady and the Monster     | Prof. Franz Mueller                                                         | |
| 1944 | Storm Over Lisbon            | Deresco                                                                     | |
| 1945 | The Great Flamarion          | The Great Flamarion                                                         | |
| 1945 | Scotland Yard Investigator   | Carl Hoffmeyer                                                              | |
| 1946 | The Mask of Diijon           | Diijon                                                                      | |
| 1950 | Crepúsculo dos Deuses        | Maximillian "Max" von Mayerling                                             | Nomeado para um Óscar de melhor ator secundário                                                          |
| 1952 | Alraune                      | Jacob ten Brinken                                                           | |
| 1953 | Alerte au Sud                | Conrad Nagel                                                                | |
| 1955 | Madonna of the Sleeping Cars | Doutor Siegfried Traurig                                                    | |
| 1955 | Napoléon                     | Ludwig van Beethoven                                                        | |